# Ion Bozdog
Ion Bozdog (n. 4 august 1891, Urca de Câmpie, județul Turda Arieș - d. în 1966) a fost un deputat în Marea Adunare Națională de la Alba Iulia, organismul legislativ reprezentativ al „tuturor românilor din Transilvania, Banat și Țara Ungurească”, cel care a adoptat hotărârea privind Unirea Transilvaniei cu România, la 1 decembrie 1918.:p. 47

## Biografie
Ion Bozdog s-a năcut în Urca de Câmpie, județul Turda Arieș, la data de 4 august 1891. A fost preot și învățător (între 1915-1919în Dârja, apoi profesor la liceul din Târgu Mureș între 1919-1940, și, din 1940, profesor la Liceul Andrei Bârsăneanu din Brașov. De asemenea, tot din 1940 a fost și redactor la Gazeta Transilvaniei.:p. 47

## Activitatea politică

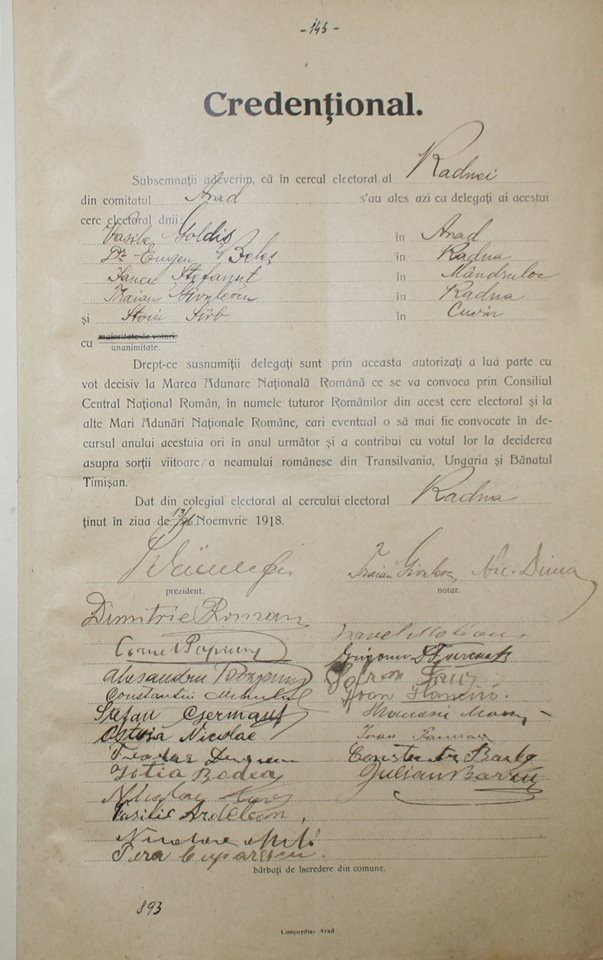
Credențional

Între 1 ianuarie și 15 noiembrie 1915 a fost notarul Senatului Școlar al mitropoliei Blaj. A participat la Marea Adunare Națională de la Alba Iulia din 1 decembrie 1918 în calitate de deputat al cercului Valea Lonei-Panticeu-Ciachigârbău. După Marea Unire, a fost deputat de Mureș de două ori: între 1928-1931 și 1932-1933.:p. 47